# Matías Romero Avendaño
Matías Romero Avendaño är en kommun i Mexiko.   Den ligger i delstaten Oaxaca, i den sydöstra delen av landet, 500 km sydost om huvudstaden Mexico City.
Följande samhällen finns i Matías Romero Avendaño:
- Matías Romero
- Colonia Rincón Viejo
- Palomares
- Nuevo Progreso
- Tolosita
- San Pedro Evangelista
- San Juan del Río
- La Victoria
- Tierra Nueva
- Nuevo Ubero
- El Paso de las Maravillas
- La Cumbre
- El Paraíso
- Juno
- San Gabriel
- La Esperanza
- Barrancones
- Rancho Nuevo
- Ubero
- Arroyo Azul